# 贝德姆
贝德姆（荷蘭語：Bedum，发音：[ˈbeːdɵm]）是荷兰格罗宁根省的一个旧市镇，面积为44.96平方公里，2007年人口为10,617，是格罗宁根的卫星城之一，著名足球运动员阿尔扬·罗本出生于此。
2019年1月1日，贝德姆与几个相邻市镇合并为新市镇“海特霍赫兰”。